# 獄門島
『獄門島』（ごくもんとう）は、横溝正史の長編推理小説、および作品中に登場する架空の島。「金田一耕助シリーズ」の一つ。1947年（昭和22年）1月から1948年（昭和23年）10月まで、雑誌『宝石』に17回連載された。俳句を用いた見立て殺人を描いている。
横溝作品のみならず、国内ミステリー作品の最高峰と位置づけられている（後述の#作品の評価参照）。
本作を原作とした映画2作品・テレビドラマ5作品・舞台1作品が制作されている（2016年11月現在）。

## 概要
『獄門島』は『本陣殺人事件』に引き続いて雑誌『宝石』に連載されたもので、「金田一耕助シリーズ」ものとしては2番目の作にあたる。本作は金田一耕助の復員直後という時代設定になっており、作品世界としては時間的に『百日紅の下にて』の後ということになるが、執筆は『本陣殺人事件』の次である。横溝は、欧米探偵小説の童謡殺人事件、特にヴァン・ダインが『僧正殺人事件』で描いたマザーグースに基づく連続殺人事件のようなものを書きたい、と考えていたが、二番煎じと批判されると諦めていたところ、アガサ・クリスティーが『そして誰もいなくなった』で同じようなことをやっているので、自分もやってみようと思い立ったと述べている。俳句を用いたのは、それに代わる童謡が日本では見つからないからであったが、それでも、童謡殺人を書きたいという思いは捨てきれず、それが『悪魔の手毬唄』につながったという。
作品全体に敗戦直後の混乱が描かれるのも1つの特徴で、復員詐欺、ラジオ番組の「復員だより」、「カムカムの時間」などと言った話題があちこちにみられる。
また、事件の内容は、歌舞伎『京鹿子娘道成寺』と関係があり、三姉妹の母親であるお小夜（既に故人）が『娘道成寺』を得意とする旅役者だったことが語られるほか、第1被害者・花子は『娘道成寺』に登場する白拍子の名前であり、第2被害者・雪枝は『娘道成寺』の主要テーマである釣鐘の中で発見され、最後の被害者・月代は白拍子のような装束で殺害されており、さらに、被害者の死因は総じて日本手ぬぐいによる絞殺であるが、これも『娘道成寺』での小道具の1つである手ぬぐいと符合する。
この作品のヒロイン鬼頭早苗は、金田一耕助が生涯愛した女性の1人として知られる。金田一は獄門島を離れる際、早苗に東京へ出る気はないかとプロポーズとも取れる言葉を掛けている。しかし、早苗は「いいえ、あたしはやっぱりここに残ります。（中略）もうこれきりお眼にかかりません。」と島に残る決意を固めており、金田一は振られてしまうという結果に終わっている。
発表当初より高い評価を受けた本作は、後の本格派推理作家などに大きな影響を与えている。また戦後たびたび行われたミステリーランキングの国内部門では圧倒的にベスト1の回数が多い。横溝自身も週刊誌のアンケートで自作から本作を挙げている。
なお、金田一耕助の登場は前作『本陣殺人事件』だけの予定であったが、『本陣』の連載中に『宝石』の編集長・城昌幸から「次の作品を書け」との依頼があり、新しい探偵を考えるのが面倒という理由で金田一を再登場させることになった。
早苗や了然という登場人物名は、本作に先立って執筆された短編『ペルシャ猫を抱く女』から本作へと引き継がれたことを中島河太郎は指摘している。

### 作中に用いられた俳句
- 鶯の身をさかさまに初音かな （宝井其角）
- むざんやな冑の下のきりぎりす（松尾芭蕉）
- 一つ家に遊女も寝たり萩と月 （松尾芭蕉）

## ストーリー
終戦から1年経った1946年（昭和21年）9月下旬。金田一耕助は、戦友・鬼頭千万太（きとう ちまた）の訃報を知らせるため、千万太の故郷である瀬戸内海に浮かぶ孤島、獄門島へ向かう船に乗っていた。金田一は、千万太が今際の際に残した「おれが帰ってやらないと、3人の妹たちが殺される…」という言葉を思い出していた。
その前年、千万太は引き揚げ船の中で、来たるべき事件を未然に防ぐため、マラリアのため余命いくばくもない自分の代わりに獄門島に行ってくれるように戦友の金田一に頼んでいた。千万太は金田一が本陣殺人事件を解決した探偵であることを知っていたのである。
金田一は獄門島へ向かう船の中で、戦争中供出されていた千光寺の釣鐘が鋳潰されずに返還されることになったことと、出征していた千万太のいとこである一（ひとし）の生存情報を耳にする。

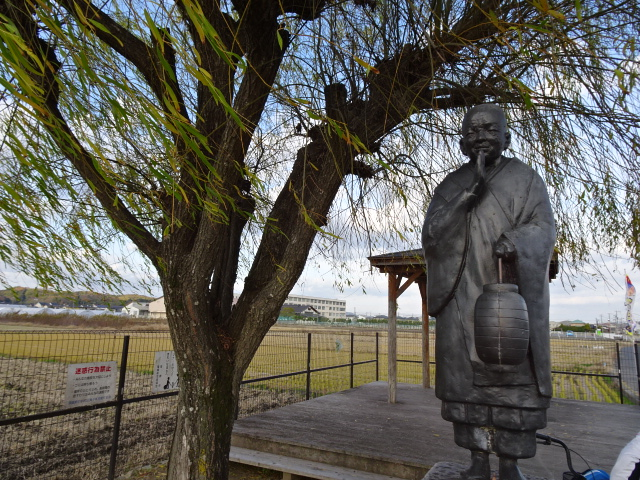
了然和尚像
（倉敷市真備町辻田）

獄門島は封建的な因習が残っている孤島で、島の網元である鬼頭家は、本鬼頭（ほんきとう）と分鬼頭（わけきとう）とに分かれて対立していた。千万太は本鬼頭の本家、一は本鬼頭の分家である。
本鬼頭家には、千万太の異母妹である三姉妹、月代・雪枝・花子。そして美しくしっかり者の一の妹・早苗がいたが、当主である千万太の父・与三松は発狂して座敷牢に入れられており、千光寺の住職・了然と村長の荒木真喜平、医者の村瀬幸庵がその後見人となっていた。

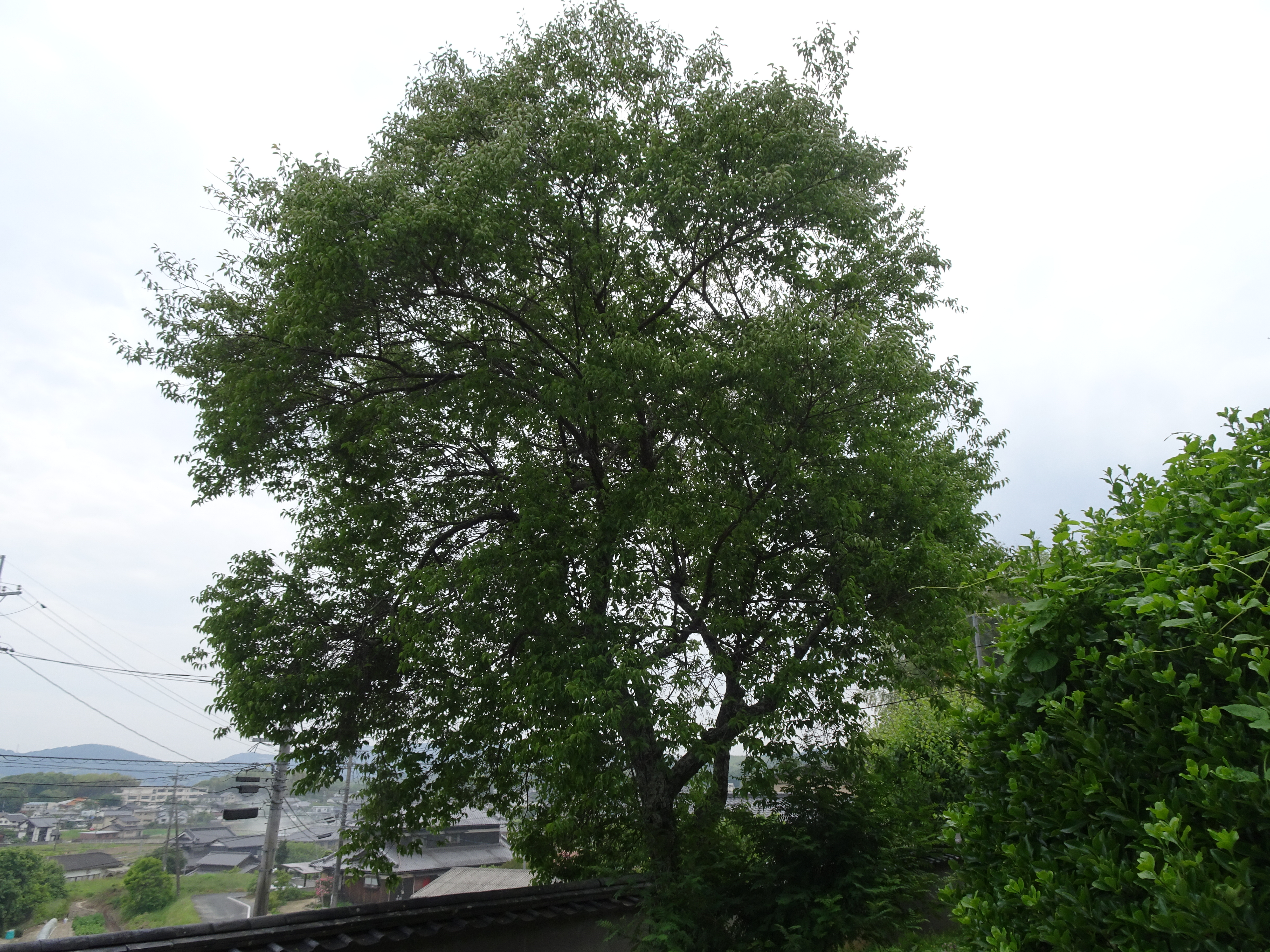
千光寺の梅の木
（倉敷市真備町岡田846）

それから10日あまり経って釣鐘が戻ってきた同じ日に千万太の正式な戦病死の公報が届き、葬儀が営まれた。その夜、末妹の花子が行方不明となり、了然の指示で捜索が行われたが見つからない。寺に戻ることにした金田一が千光寺の典座・了沢や潮つくり・竹蔵と合流し、提灯を持って先を行く了然の後を追っていたところ、境内に入った了然があわてて3人を呼びつけた。その指差す先を見ると、庭にある梅の古木に足を帯で縛られた花子が逆さまにぶら下げられて死んでいた。金田一は了然が念仏を唱える中「きちがいじゃが仕方がない」とつぶやくのを耳にする。了然が発狂した千万太の父を犯人だと思っているのなら「きちがいだから」であるはずが、なぜ「きちがいじゃが」なのかと疑問を抱く。
翌日、金田一は逗留させてもらっている千光寺で、千万太と一の祖父で本鬼頭の先代・嘉右衛門が揮毫した3句の俳句屏風を目にする。「むざんやな 冑（かぶと）の下の きりぎりす」「一つ家に 遊女も寝たり 萩と月」の2句は読めたが、残る1句が判読できなかった。
残る2人の姉妹も千万太の遺言通りになることを恐れた金田一だが、挙動不審者として清水巡査に留置場に入れられてしまい、その間に次の殺人が起こる。今度は三姉妹の次女の雪枝が首を絞められて釣鐘の中に押し込まれていた。勾留されていたためにアリバイがあり、釈放された金田一は現場に赴き、そこで了然が「むざんやな」の句をつぶやくのを聞く。金田一が釣鐘をテコの原理で持ち上げる方法を実演してみせた後、復員兵の海賊が潜入したとの報告を受けた磯川警部が島を訪れ、金田一と再会する。
花子や雪枝が殺された日、何者かが屋敷や寺に侵入した形跡が見つかる。海賊や殺人犯人の仕業ではないかと目され、山狩りが行われることになった。その最中、金田一は床屋・清公から、三姉妹の母のお小夜は「道成寺」が得意な旅役者で、与三松が見初めて後妻にしたものの先代の嘉右衛門との折り合いが悪く狂死、そのあと与三松もおかしくなり座敷牢に入れられたという顛末を聞く。その直後、復員兵が転落死するが、転落する前に何者かに頭を殴られていた。早苗はその男が兄の一かもしれぬと思い、ひそかに食物を差し入れていたのだが、別人と判明する。その夜、本鬼頭では雪枝の通夜が行われた。三姉妹の長女である月代は白拍子姿となり母から伝授されたという祈祷を行っていたが、祈祷の鈴の音は途中から猫が鳴らしており、月代は絞殺されて辺りには萩の花が撒かれていた。
金田一は、雪枝が殺された日に釣鐘が移動したという目撃情報を聞く。さらに月代がこもった祈祷所を先代が「一つ家」と呼んでいたことを聞かされて、月代の死が「一つ家に」の句の見立てであることに気付き、読めなかった屏風の句が「鶯（うぐいす）の身を逆（さかさま）に初音かな」であること、そして三姉妹はすべて屏風の句の見立てで殺されたことを知る。金田一は獄門島の人間は気がちがっていると興奮し、その瞬間「きちがい」という言葉に関する謎が解ける。 
金田一はこの事件に先代の影が差していることから、分鬼頭の当主・儀兵衛に話を聞く。そこで嘉右衛門が見立て遊びを好んだこと、孫息子を2人とも戦争にとられ、忌み嫌っていたお小夜の血が残る本鬼頭の将来を憂い、島の三大長老である住職の了然、村長の荒木、医者の幸庵に何かを託したこと、また彼らも嘉右衛門に同情的だったことを知る。それまで金田一は警察が来たことで自分の素性が知れたと思い込んでいたが、かつて自分が関わった「本陣殺人事件」の新聞記事を村長が読み返しており、それを目撃した助役が儀兵衛にも耳打ちしていたことを知り、彼らがずっと以前から自分の素性を知っていたことに愕然とする。
金田一は磯川警部立会いのもと了然と面談し、一連の殺人事件の真相を語る。花子（と復員兵）は了然、雪枝は荒木、月代は幸庵に殺されたのであり、俳句の見立てによる殺害方法も含めて、すべては死んだ嘉右衛門の差し金によるものであった。了然が念仏を唱えながらつぶやいたのは「季違いじゃが仕方がない」であり、「鶯の身を逆に初音かな」は春の句であるのに対し現在は秋で、季節が違うということを指していた。出征した千万太が死亡すれば、気の狂った与三松とその子供である三姉妹が本鬼頭を継ぐことになるが、嘉右衛門は三姉妹のうち誰が跡を継いでも本鬼頭の家が危うくなるうえ、三姉妹の母親であるお小夜に対する憎悪も手伝って、千万太が死に、一が帰った場合には、一に本鬼頭の家を継がせるために邪魔になる三姉妹を殺害しようと考えた。了然は、そのことを嘉右衛門が死の直前に自分たち3人に依頼したこと、「むざんやな」に使う釣鐘が戦時物資として供出させられているため嘉右衛門が指定する殺人方法は成立しないと安易に考えていたところに、釣鐘が帰ってきたうえ、千万太の死と一の生還という条件まで揃ってしまったため、実行に踏み切ったことを語る。
金田一はすべてが明らかになった後、前夜に荒木が島から逃亡したことと、幸庵も面談の前に発狂したことを知らせ、さらに一の生存が「復員詐欺」による偽りであったことを伝えたところ、了然はその場で憤死する。金田一は残された早苗に東京に出る気はないかと誘うが、早苗は本鬼頭を継ぐ意志を固めていたため、ひとり島を去る。

## 登場人物
- 金田一耕助（きんだいち こうすけ） - 私立探偵
- 磯川常次郎（いそかわ つねじろう） - 岡山県警察部の警部
- 清水（しみず） - 獄門島駐在巡査
- 鬼頭嘉右衛門（きとう かえもん） - 本鬼頭家先代、故人
- 鬼頭与三松（きとう よさまつ） - 本鬼頭家当主、精神病を患い座敷牢にいる
- お小夜（おさよ） - 与三松の妾、女役者、故人
- 鬼頭千万太（きとう ちまた） - 与三松の息子
- 鬼頭月代（きとう つきよ） - 与三松の長女、お小夜の娘で千万太の腹違いの妹
- 鬼頭雪枝（きとう ゆきえ） - 与三松の次女、お小夜の娘で千万太の腹違いの妹
- 鬼頭花子（きとう はなこ） - 与三松の三女、お小夜の娘で千万太の腹違いの妹
- 鬼頭一（きとう ひとし） - 千万太のいとこ、本鬼頭分家
- 鬼頭早苗（きとう さなえ） - 一の妹、本鬼頭分家
- 勝野（かつの） - 嘉右衛門の妾、通常「お勝」と呼ばれている
- 鬼頭儀兵衛（きとう ぎへえ） - 分鬼頭当主
- 鬼頭志保（きとう しほ） - 儀兵衛の妻
- 鵜飼章三（うかい しょうぞう） - 分鬼頭居候、復員軍人
- 荒木真喜平（あらき まきへい） - 獄門島村長
- 了然（りょうねん） - 千光寺住職
- 了沢（りょうたく） - 千光寺典座
- 村瀬幸庵（むらせ こうあん） - 漢方医
- 竹蔵（たけぞう） - 潮つくり
- 清公（せいこう） - 床屋

### 本鬼頭系図
|          |  |  |  |  |  |  |  | 某     |        |        |        |        |        |  |  |        |        |        |        |        |        |  |  |          |          |          |          |          |          |
|          |  |  |  |  |  |  |  |        |        |        |        |        |        |  |  |        |        |        |        |        |        |  |  |          |          |          |          |          |          |
|          |  |  |  |  |  |  |  |        |        |        |        |        |        |  |  | 千万太 | 千万太 | 千万太 | 千万太 | 千万太 | 千万太 |  |  | 〈本家〉 | 〈本家〉 | 〈本家〉 | 〈本家〉 | 〈本家〉 | 〈本家〉 |
|          |  |  |  |  |  |  |  |        |        |        |        |        |        |  |  | 千万太 | 千万太 | 千万太 | 千万太 | 千万太 | 千万太 |  |  | 〈本家〉 | 〈本家〉 | 〈本家〉 | 〈本家〉 | 〈本家〉 | 〈本家〉 |
|          |  |  |  |  |  |  |  |        |        |        |        |        |        |  |  |        |        |        |        |        |        |  |  |          |          |          |          |          |          |
|          |  |  |  |  |  |  |  | 与三松 | 与三松 | 与三松 | 与三松 | 与三松 | 与三松 |  |  | 月代   | 月代   | 月代   | 月代   | 月代   | 月代   |  |  |          |          |          |          |          |          |
|          |  |  |  |  |  |  |  | 与三松 | 与三松 | 与三松 | 与三松 | 与三松 | 与三松 |  |  | 月代   | 月代   | 月代   | 月代   | 月代   | 月代   |  |  |          |          |          |          |          |          |
|          |  |  |  |  |  |  |  |        |        |        |        |        |        |  |  |        |        |        |        |        |        |  |  |          |          |          |          |          |          |
|          |  |  |  |  |  |  |  |        |        |        |        |        |        |  |  | 雪枝   |        |        |        |        |        |  |  |          |          |          |          |          |          |
|          |  |  |  |  |  |  |  |        |        |        |        |        |        |  |  |        |        |        |        |        |        |  |  |          |          |          |          |          |          |
|          |  |  |  |  |  |  |  |        |        |        |        |        |        |  |  |        |        |        |        |        |        |  |  |          |          |          |          |          |          |
|          |  |  |  |  |  |  |  | お小夜 | お小夜 | お小夜 | お小夜 | お小夜 | お小夜 |  |  | 花子   | 花子   | 花子   | 花子   | 花子   | 花子   |  |  |          |          |          |          |          |          |
|          |  |  |  |  |  |  |  | お小夜 | お小夜 | お小夜 | お小夜 | お小夜 | お小夜 |  |  | 花子   | 花子   | 花子   | 花子   | 花子   | 花子   |  |  |          |          |          |          |          |          |
| 嘉右衛門 |  |  |  |  |  |  |  |        |        |        |        |        |        |  |  |        |        |        |        |        |        |  |  |          |          |          |          |          |          |
|          |  |  |  |  |  |  |  |        |        |        |        |        |        |  |  |        |        |        |        |        |        |  |  |          |          |          |          |          |          |
|          |  |  |  |  |  |  |  |        |        |        |        |        |        |  |  | 一     | 一     | 一     | 一     | 一     | 一     |  |  | 〈分家〉 | 〈分家〉 | 〈分家〉 | 〈分家〉 | 〈分家〉 | 〈分家〉 |
|          |  |  |  |  |  |  |  |        |        |        |        |        |        |  |  | 一     | 一     | 一     | 一     | 一     | 一     |  |  | 〈分家〉 | 〈分家〉 | 〈分家〉 | 〈分家〉 | 〈分家〉 | 〈分家〉 |
|          |  |  |  |  |  |  |  | 某     |        |        |        |        |        |  |  |        |        |        |        |        |        |  |  |          |          |          |          |          |          |
|          |  |  |  |  |  |  |  |        |        |        |        |        |        |  |  |        |        |        |        |        |        |  |  |          |          |          |          |          |          |
|          |  |  |  |  |  |  |  |        |        |        |        |        |        |  |  | 早苗   |        |        |        |        |        |  |  |          |          |          |          |          |          |
|          |  |  |  |  |  |  |  |        |        |        |        |        |        |  |  |        |        |        |        |        |        |  |  |          |          |          |          |          |          |

## 横溝正史による解説
横溝正史が最初に『獄門島』の筆を執ったのは1946年（昭和21年）10月で、最終篇の脱稿は1948年（昭和23年）8月と、足かけ3年、実年月で1年と10か月の長期連載となっていて、横溝は「むろん、私としては初めての経験であった」と振り返っている。
横溝が島を舞台とする小説を書くことを思いついたのは戦争中で、1945年（昭和20年）の春に両親の出身地である岡山県へ疎開したのも、瀬戸内海の島が近いというのがひとつの理由であった。しかし「元来出不精で乗り物恐怖症」のため、疎開中にどの島にも足を運ぶことはなかった。にもかかわらず本作で小島の封建的な風習、風物を描くことができたのは、疎開先の部落に、かつて瀬戸内海の島で青年学校の教師をしていた人がいたからだと語っている。また、島を舞台に書きたいという願望は、遠くは江戸川乱歩の『パノラマ島奇譚』や『孤島の鬼』に端を発しているが、近くはカーター・ディクスンの『プレーグ・コートの殺人』の影響であり、「プレーグ・コートは別に島ではなく、ロンドン郊外にある中世風の旧家である。だから、これを島にもっていっても、いっこう差支えのないような雰囲気なのである。」と述べている。
俳句屏風を作品に用いようと思いついたのも戦争中のことで、博文館を辞めるきっかけとして家を建てた際に友人から新築祝いに贈ってもらった「鶯の身をさかしまに初音かな」等3枚の俳画の色紙が貼られている屏風を疎開先に持ち込んで、これ小説にならないかな、ヴァン・ダインの『ビショップ』（『僧正殺人事件』）のようにやれないかと思いついたと語っている。
横溝は大方の構想がまとまったところで友人にそれを聞いてもらう習慣だったが、疎開先ではもっぱら夫人に話していた。この『獄門島』でもそうしたところ、夫人が「ひとりずつ犯人なのね」と応じた。横溝は「そんなの馬鹿にされる」と怒ったものの、「今までなかったから面白いのではないか」と考え直し、「怪我の功名」で『獄門島』の犯人が出来上がったという。

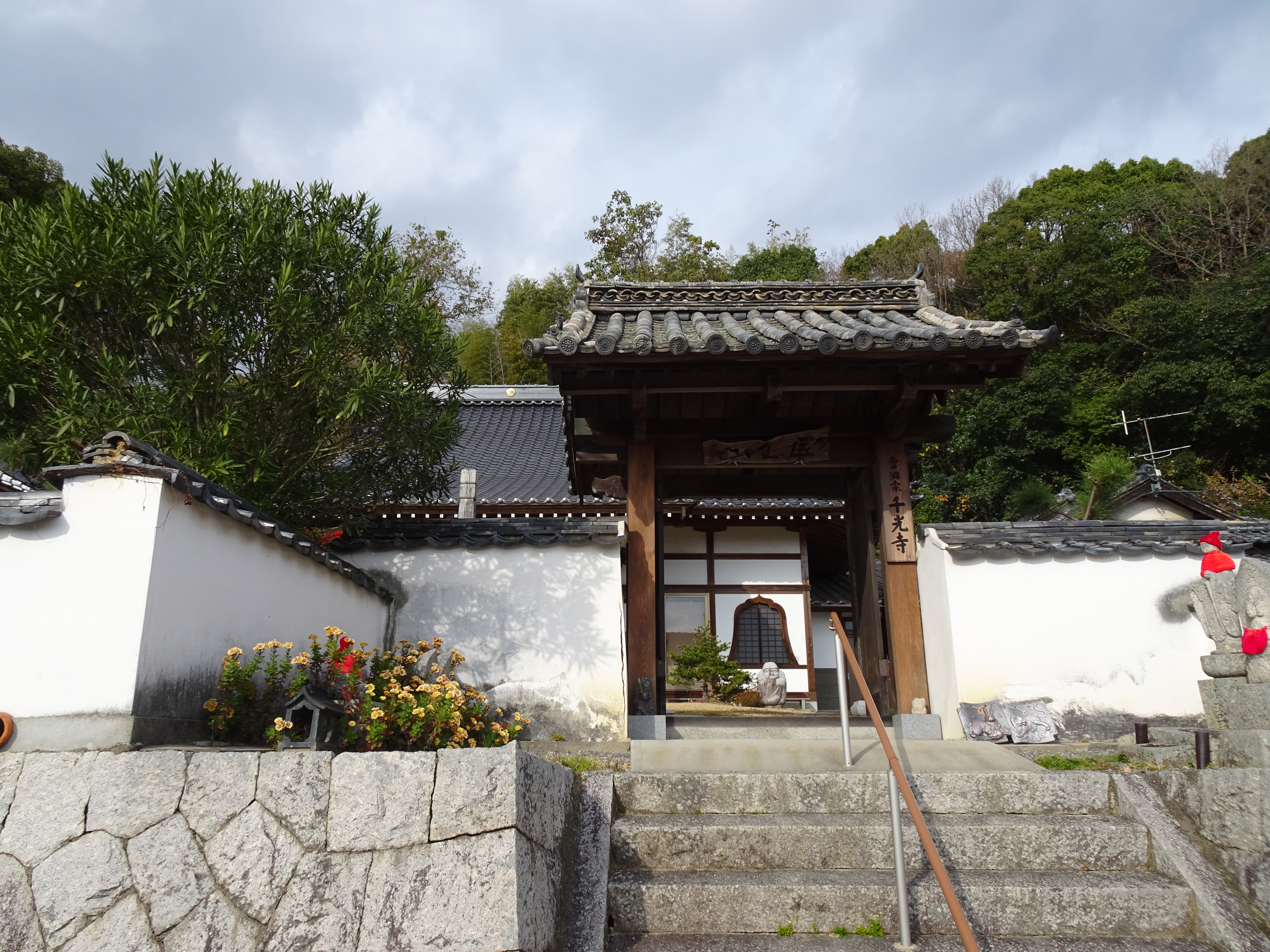
千光寺
（岡山県倉敷市真備町岡田846）

作中の「釣鐘の力学」のトリックについては海野十三、曹洞宗の知識については千光寺の和尚・末永篤仙に教示を仰いでいる。
横溝には神戸二中時代に西田徳重という探偵小説マニアの友達がいたが、中学卒業後の秋に早世してしまった。横溝はその縁で兄の西田政治と文通するようになっていた。横溝は8月15日の日本敗戦後、疎開先ですることがなく、「本格探偵小説の鬼であった」といい、小さなトリックを、つぎからつぎへと思いついては悦に入っていた。さきの西田兄弟はそろって本格探偵小説ファンで、兄の政治は「GIが売り払っていった古本が、古本屋に山のようにある」と、ポケット・ブックを疎開先にあとからあとから送ってくれた。横溝の本格熱はますます過熱し、「西田政治さんの送ってくれた本の中にアガサ・クリスチーの『そして誰もいなくなりました』があった。これがのちの私の『獄門島』になった。」と語っている。
戦後の長編第1作として横溝は『本陣殺人事件』を執筆するが、これは試験的作品であり、「したがって私がはじめから自信をもって着手した、本格探偵小説は第2作の『獄門島』以降ということになるのであろう」としている。
有名な「きちがいじゃが仕方がない」については、エラリー・クイーンの『Yの悲劇』における「なぜ凶器がマンドリンだったのか」というサブトリックの真相に感心し、メイン・トリック以外にああいう細かいトリックを散りばめると効果的だと思ったため考案したと横溝は述べている。
横溝は、戦後、本格探偵小説と銘打って書き出した作品のなかで、メイン・トリックが先にできてそれにふさわしいシチュエーションをあとから構成し、第1回の筆を取る前に全体の構想が細部までできあがっていたのは本作までであると述べている。

## 作品の評価
- 1949年「第2回探偵作家クラブ賞」候補にノミネートされる[注 7]。
- 田中潤司は横溝作品ベスト5を選出した際、本作品を1位に挙げ[注 8]、横溝もこれを「妥当なもの」としている[14]。
- 『週刊文春』が推理作家や推理小説の愛好者ら約500名のアンケートにより選出した「東西ミステリーベスト100」の国内編で、本作品は1985年版と2012年版のいずれにおいても1位に選出されている[注 9][注 10]。
- 英訳版に対して、2022年6月10日のニューヨーク・タイムズの新刊書評で、「ジョン・ディクスン・カーを少々、アガサ・クリスティをひとつまみ」と、偉大な推理作家の名を引いてほめていた[15][16]。

## 『夜光怪人』版「獄門島」
横溝による探偵由利麟太郎シリーズのジュブナイル作品『夜光怪人』の終盤に、目的地であるとなりの龍神島への経由地点として、獄門島が登場する（ただし読みは「ごくもんじま」）。瀬戸内海の島という地理関係、その昔海賊が跋扈していた地という設定も『獄門島』に準じたもので、鬼頭儀兵衛や島の駐在・清水巡査も再登場する。
『夜光怪人』の年代は不明瞭（「仮装舞踏会」の章で「今年はだいぶ世のなかも（注：戦争から）立ちなおった」とあるので戦後復興期頃）だが、儀兵衛が島の漁師全体を率いる存在として描写されており、本鬼頭関係者は出てこない。
ソノラマ文庫版および角川文庫版、角川スニーカー文庫版『夜光怪人』は山村正夫の手により、「由利麟太郎」の部分が「金田一耕助」に書き換えられているがその辺の整合性が合わされておらず、金田一が獄門島で協力を頼んだ際、清水巡査は既知だからではなく「著名な探偵だから」協力したことになっている。

## 映像化作品（共通事項）

### いわゆる「放送禁止用語」の問題
本作における事件の謎を解くのに極めて重要な鍵として、俳句用語である「季違い」と「気違い」の聞き間違いというものがあるが、最近のテレビ放送においては表現の自主規制が行われているために問題が生じる場合がある。
例えば、1977年版の映画が後年テレビ放送された際、「キチガイ」という音声が消されるなどの処理がなされ、原作未読の視聴者にとってはなぜ金田一が謎を解けたのか理解できない状況となってしまったことがあった。しかし、近年におけるBS放送での放映では、「現代からすれば不適切な用語・表現などが含まれるが、作品のオリジナリティーを尊重してそのまま放送した」などの断り書きを表示して、音声処理を施さないオリジナルで放送されることも多々みられる。
テレビドラマにおいては、「気違い」という言葉を使わなくとも話が成立するように変更している事例が多い。具体的には、1977年版では「同音異義語の聞き違い」というトリックを無くして単に意味が判らなかっただけとし、1990年版、1997年版、2003年版では与三松が精神に異常をきたしているという設定自体を無くしている。一方、2016年版は、この部分を原作通りの設定とした。

### 撮影地
「獄門島」の所在地の設定は、笠岡諸島最南端ということ、作中に登場する定期便の航路（笠岡から出発して真鍋島の次に停泊する島）など、六島と共通する点が見られ、1977年の映画化の際には六島で撮影が行われたが、1990年のドラマ化の際には真鍋島で撮影された。

## 映画

### 1949年版
『獄門島』は1949年11月20日に、『獄門島 解明篇』は1949年12月5日に公開された。東横映画、監督は松田定次、脚本は比佐芳武、主演は片岡千恵蔵。
- この作品では、「獄門島」の読み仮名は「ごくもんじま」となっている。

### 1977年版
1977年8月27日に公開された。東宝、監督は市川崑、脚本は久里子亭（日高真也+市川崑）、主演は石坂浩二。
- この作品では、犯人を原作とは別の人物に変更している。それに合わせて予告編では横溝正史本人による「金田一さん、私も映画の中の犯人を知らないんですよ」という語りがある。また下記に記載されているように、映画公開の直前にテレビドラマ版の放送があり、映画館の入り口に「テレビとは犯人が違います」という看板が立てられて宣伝されていた。

## テレビドラマ

### 1977年版
『横溝正史シリーズI・獄門島』は、TBS系列で1977年7月30日から8月20日まで毎週土曜日22時 - 22時55分に放送された。全4回。
毎日放送製作。
キャスト
- 金田一 - 古谷一行
- 磯川警部 - 有島一郎
- 早苗 - 島村佳江
- 月代 - 梶原恵
- 雪枝 - 立枝歩
- 花子 - 萩奈穂美
- 嘉右衛門 - 滝沢修
- お志保 - 浜木綿子
- 儀兵衛 - 富田仲次郎
- 千万太 - 角野卓造
- 与三松 - 仲谷昇
- お小夜 - 葉山葉子
- 了然 - 中村翫右衛門
- 荒木村長 - 河原崎国太郎
- 幸庵 - 金子信雄
- 鵜飼章三 - 三善英史
- 竹蔵 - 江幡高志
- 清公 - 三遊亭若円遊
- 清水巡査 - 河原崎長一郎
- お勝 - 斎藤美和
- 野呂圭介、二村民子、北川陽一郎、常泉忠通

スタッフ
- 企画 - 角川春樹事務所、毎日放送
- プロデューサー - 青木民男（毎日放送）、滝沢健夫、新野悟（東宝）
- 脚本 - 石松愛弘
- 音楽 - 中村八大
- 撮影 - 伊佐山巌
- 照明 - 小山正治
- 美術 - 末広富
- 録音 - 牛窪秀夫
- 編集 - 神島帰美
- 現像 - 東洋現像所
- 主題歌 - 茶木みやこ「まぼろしの人」
- 助監督 - 小池要之助
- 協力 - 国際放映
- 監督 - 斎藤光正。
- 制作 - 毎日放送、東宝

原作との主な差異
- 「きちがいじゃが仕方がない」を「きがかわっているが仕方がない」に変えたため同音異義語の聞き違いというトリックが無くなり、金田一は単に意味が解らなかっただけである。関連して、与三松が発狂して座敷牢に入れられている設定も無くなり、嘉右衛門の折檻により体を壊したため病弱で動きづらく、また猜疑心も強くなって引きこもっている。与三松が叫び声をあげる場面はあるが、復員兵（海賊）の侵入に驚いたり娘たちの死を大袈裟に嘆いたりしたことによるものである。
- お小夜が祈祷を直接の理由として、了然や幸庵と対立した設定は無い。病臥した与三松を祈祷で治そうとしたが、お小夜が原因の祟りとの噂が広がったため入水自殺した。
- 冒頭に昭和19年の場面が追加されている。実行犯3名が遺言を聞いている様子を志保が盗み見し、気付いた嘉右衛門と争っているところへ3姉妹が乱入、ドタバタの中で嘉右衛門は絶命する。
- 幸庵は一般的な漢方医ではなく鍼医師であり、泥酔する描写は無い。花子殺害前後に寺の方へ向かった鵜飼を目撃したのは、幸庵ではなく金田一である。
- 清水巡査は海賊退治には出ておらず、花子殺害の夜にも島に居た。アリバイ調べにより単独で分鬼頭へ行っていた金田一が怪しいと判断して、翌朝早々に連行して取り調べる。そこで磯川警部来島（殺人捜査のためで海賊とは無関係）の予定時刻になり、金田一を留置場に閉じ込めて迎えに行く。しかし、磯川警部が直ちに解放させたため、留置中に雪枝が殺害されたという設定にはなっていない。なお、磯川警部は金田一を「『蝶々殺人事件』を解決した」と紹介している（詳細は蝶々殺人事件#他作品からの言及を参照）。
- 雪枝は殺害される直前の昼に、鵜飼に逢いに行って行方不明という騒ぎを起こしており、このとき復員兵（海賊）に遭遇する。
- 屏風に貼られていた色紙は扇の形である。花子殺害後、金田一と磯川警部が協力して3句とも解読するが、その役割に気付くのは終盤で祈祷所が「一つ家」と呼ばれていることを知ってからであった。
- 月代は雪枝殺害の夜にも祈祷をしていた。釣鐘から振袖が出ていないことを確認したのは竹蔵である。夜が明けてから振袖が出ていることを発見したのは鵜飼だが、その前に本鬼頭へ泊った経緯は無い。
- 釣鐘は地蔵を撤去した跡の穴の上にあって、穴の一部が棒を差し込める形になっており、支点には付近に転がっていた石を利用している。金田一が解明した方法で釣鐘を持ち上げた棒は長時間耐えることができず折れ、雪枝の死体は改めて櫓を組んで釣鐘を吊り上げて出された。
- 雪枝殺害後、鵜飼と月代が一緒にいたところ復員兵（海賊）に遭遇し、ちょうど墓地の準備で集まっていた人たちが追いかけるが逃げられる。このとき復員兵が本鬼頭の風呂敷を持っていたことが判明する。その日のうちに山狩りが実施され、明るいうちに殺害されて一（ひとし）ではないことが確認される。その夜、祈祷中の月代を竹蔵が警護していたが、与三松が行方不明になったため持ち場を離れる結果になり、その間に月代が殺害された。これは、殺害動機に気付いた早苗が一への相続を実現するために月代殺害を助けようとして与三松が脱走するよう仕向けたためであった。なお、月代は萩の花を口に咥えさせられていた。
- 鵜飼は、全ての真相が明らかになる前に、三姉妹が全員殺された段階で用済みになったと自ら判断して島を去った。
- 舞台用釣鐘を海から引き揚げる場面は省略されており、金田一は竹蔵たちに実際に天狗の鼻へ持って来させてトリックを実演再現する。
- 千万太と一が共に戦死した場合には、早苗に継がせるためにやはり三姉妹を殺害することになっていたという金田一の推理は否定されない。
- 了然は花子殺害時に鼻緒の切れていない下駄を別に用意しておいて時間を稼いだ。また、原作とは逆に、幸庵が雪枝を、村長が月代を殺害した。なお、幸庵は骨折ではなく筋を違えて左腕が使えなくなっていた。
- 了然は磯川警部が連行しようとする直前に死亡（服毒自殺か病死か不明）し、村長と幸庵は各々の殺害現場で該当の句を詠みながら首吊り自殺あるいは投身自殺した。
- 一の戦死を知った早苗は服毒自殺しようとするが金田一に制止され、与三松の説得で思いとどまった。金田一が早苗を島外へ誘う設定は無い。なお、一が生存しているという誤報が復員詐欺だったのかどうかは明らかにならない。

### 1990年版
『横溝正史シリーズ・獄門島』は、フジテレビ系列の2時間ドラマ「男と女のミステリー」（金曜日21時3分 - 23時22分）で1990年9月28日に放送された。
キャスト
- 金田一 - 片岡鶴太郎
- 早苗 - 遥くらら
- 月代 - 牧瀬里穂
- 雪枝 - 高橋由美子
- 花子 - 持田真樹
- 儀兵衛 - 岡田真澄
- お志保 - 二宮さよ子
- 千万太 - 渕野俊太
- 了然 - フランキー堺
- 荒木村長 - 左右田一平
- 幸庵 - 今福将雄
- 嘉右衛門 - 平幹二朗
- 鵜飼 - 尚舞
- 竹蔵 - 坂西良太
- お小夜 - 南野陽子
- 清水巡査 - 菅田俊
- 復員兵 - 潮健児
- 清水種 - 久松夕子

スタッフ
- 企画 - 岡田太郎、酒井彰、亀山千広
- プロデューサー - 高橋萬彦
- 脚本 - 岸田理生
- 音楽 - 石田勝範
- 撮影 - 木村祐一郎
- 演出 - 福本義人
- 協力 - 日本推理作家協会
- 企画協力 - 東映、角川春樹事務所
- 制作 - 共同テレビジョン、フジテレビ

原作との主な差異
- 金田一は千万太から妹たちを殺すのは嘉右衛門と明示的に聞いている。聞いたのは復員船内での絶命直前ではなくウェワクに居る間。
- 金田一は復員詐欺犯と同じ船で獄門島に着き、まず千光寺で了然に千万太のメッセージを見せ、本鬼頭へ案内される。釣鐘は既に天狗の鼻に放置されていた。
- 与三松はお小夜（「市村小夜」と名乗っている）と心中して既に死亡しており、煙草の設定も無い。金田一は了然が呟いた「季が違うが仕方がない」を「木が違う」と誤解した。
- 鵜飼と月代との手紙は「水神様の祠」でやりとりされていた。
- 磯川警部は、海賊捜査に協力していた儀兵衛に付き添う形で獄門島に立ち寄った。
- 金田一は釣鐘を持ち上げるのに使った棒を、近くの草むらで自ら発見する。それが何の棒であるかは明らかにならない。
- 幸庵は片手で絞殺するのに芝居用の綱を使い、後から手拭いを巻き付けておいた。
- 月代との淡いロマンスが描かれるなど、金田一と3姉妹が仲良くなっている。月代と雪枝が誘い出される手紙の差出人に、鵜飼ではなく金田一の名前が使われた。
- 早苗が復員兵を見かけるのは夕刻まだ明るいうちで、釣鐘のトリック実行や復員兵殺害は夜が明けてから行われている。
- 金田一は過去の経緯に関する情報を専ら了然と儀兵衛から得ており、床屋清公は登場しない。
- 屏風は了然が花子殺害直後に持ち込むが、金田一は3姉妹殺害後まで俳句が書いてあること自体に気づかない。了然が金田一のことを探偵だと知っていた理由は明らかにならない。
- 了然は最後に金田一と対決する際に既に陰腹を切っていた。
- 金田一は早苗に島から出ていくことを勧めるが、自分と一緒にという含みを明確にした言い方ではない。
- 金田一が大酒飲みで女性に対して軽薄であり、了然が最後の対決で挑発的な態度を取って金田一に殴られ、月代が祈祷を行わないほか3姉妹が狂気に満ちていないなど、登場人物の性格設定が大きく変更されている。月代は「一つ家」で何かをしようとしたわけではなく、単に誘い出されて殺害された。

### 1997年版
『名探偵・金田一耕助シリーズ・獄門島』は、TBS系列の2時間ドラマ「月曜ドラマスペシャル」（毎週月曜日21時 - 22時54分）で1997年5月5日に放送された。
キャスト
- 金田一 - 古谷一行
- 早苗 - 秋吉久美子
- 月代 - 櫻井淳子
- 雪枝 - 沢木蘭野
- 花子 - 木内美穂
- 嘉右衛門 - 金田龍之介
- 与三松 - うえだ峻
- 千萬太 - 安藤一人
- お小夜 - 絵沢萌子
- 志保 - 宮下順子
- 了然 - 名古屋章
- 了沢 - 石井洋祐
- 幸庵 - 織本順吉
- 荒木村長 - 北村総一朗
- 竹蔵 - 丹古母鬼馬二
- 鵜飼 - 藤木直人
- 復員詐欺師 - 趙方豪
- 清水巡査 - 光石研
- 河合警部 - 谷啓

スタッフ
- プロデューサー - 大下晴義、堀貞雄
- 脚本 - 和久田正明
- 撮影 - 伊藤嘉宏
- 照明 - 遠藤克己
- 美術 - 西村伸明
- 録音 - 武 進
- 編集 - 末吉俊郎
- 方言指導 - 椿留美子
- 舞台指導 - 岡本茉利
- 企画協力 – 角川書店、かとう企画
- 監督 - 関本郁夫
- 制作 - 東阪企画、TBS

原作との主な差異
- 「きちがい」に関する設定は一切無い。与三松はヒロポン中毒のため座敷牢に幽閉されている。
- 勝野は登場しないが、早苗の亡母・勝子が1977年版映画の勝野に近い役柄になっている。
- 千萬太（原作の千万太）は復員したあと呉の病院で病死しており、同じ病院に金田一の別件の依頼人が入院していた。千萬太を看取る際に依頼を受けた金田一は、千萬太の遺骨を持って竹蔵の船で釣鐘と共に入島する。港まで出迎えた了然、村長、幸庵と共に本鬼頭へ出向いたとき、辞去する復員詐欺犯に遭遇している。
- 了然は、宿泊初日に屏風の俳句を明示的に紹介し、花子を誘い出した手紙（原作と異なり了然が書いている）の筆跡に気付くよう仕向け、撲殺に用いた如意を放置するなど、積極的に金田一にヒントを出している。
- 分鬼頭儀兵衛は嘉右衛門の末弟で、漁業権を巡って対立して志保が一人娘として継いでいた旅館に転がり込み分家になるという形で和解しており、既に死去している。肇（原作の一）と早苗の兄妹の父親は与三松の弟ではなく嘉右衛門の次弟で、名は「三蔵」である（原作では明らかでない）。
- 鵜飼は元々志保の親戚筋である。
- 清水巡査は本庁栄転を狙う野心家で、功を焦って単によそ者だという程度の理由で金田一を殺し屋と決め付け逮捕留置した。河合警部（原作の磯川警部）が直ちに解放させたため、留置中に雪枝が殺害されたという設定にはなっていない。
- 金田一は清水巡査が貰った夫婦茶碗をヒントに二重釣鐘のトリックに気づく。
- 早苗は神戸の女学校に通っていたことがあり、島から出たことが無い設定ではない。
- お小夜は嘉右衛門との争いで毒殺されそうになって島を逃げ出し、姫路でバーを経営していた。祈祷はしていたが村人を集めた設定は無い。金田一は姫路へ調査に行く際に月代の警備を警察に依頼するが、殺害は防げなかった。
- 嘉右衛門の遺言は、千萬太と肇が共に戦死した場合に、3姉妹を殺害するという条件であった（兄妹を養子としており、肇の方が元々相続順位が早い）。釣鐘帰還直前に肇の戦死公報が誤って了然に送られ、3長老は早苗に戦死の事実を伏せて殺害を実行した。
- 花子は原作のイメージよりかなり広い地神の祠で鵜飼を待っており、了然による殺害は行方不明だと皆が探し始めた後である。
- 原作とは逆に、幸庵が雪枝を、村長が月代を殺害した。幸庵が腕を負傷した設定は無い。
- 芝居用の釣鐘は村長と幸庵が時間をかけて元の保管場所へ戻しており、海に落とすトリックは無い。
- 月代は警戒していた刑事を睡眠薬入りの酒で眠らせた間に殺害しており、猫が鈴を鳴らしていたトリックは無い。
- 最後は金田一が関係者全員を千光寺に集めて真相を説明し、3人ともおとなしく逮捕されている。
- 早苗は嘉右衛門が弟の嫁である勝子を犯して産ませた実の娘であった。勝子は了然のかつての想い人であり、早苗が生き写しであることも犯行を後押しした。

### 2003年版
『金田一耕助ファイルII 獄門島』は、テレビ東京系列・BSジャパン共同制作の2時間ドラマ「女と愛とミステリー」（毎週水曜日20時54分 - 22時48分）で2003年10月26日に放送された。
キャスト
- 金田一 - 上川隆也
- 早苗 - 高島礼子
- 月代 - 三倉佳奈
- 雪枝・花子 - 三倉茉奈（二役）
- 嘉右衛門 - 笑福亭松之助
- 志保 - 原田貴和子
- 竹蔵 - 井上康
- 鵜飼 - 川村陽介
- お小夜 - 田村友里
- 清水巡査 - 金田明夫
- 等々力警部 - 中村梅雀
- 鬼頭儀兵衛 - 石山律雄
- 了沢 - 出光秀一郎
- 了然 - 神山繁
- 荒木村長 - 鶴田忍
- 幸庵 - 寺田農

スタッフ
- 脚本 - 西岡琢也
- 演出 - 吉田啓一郎
- 撮影 - 江原祥二、大淵博道
- 編集 - 園井弘一
- 音楽 - 川崎真弘
- 選曲 - 合田豊
- 助監督 - 児玉宜久、細川光信、木川学
- 舞踊指導 - 中村福賀
- 技術協力 - オムニバス・ジャパン
- ロケ協力 - 鞆シーサイドホテル、ベラビスタ境ガ浜、セレマ玉泉院
- 福山ロケセット協力 - 水本兄弟建設
- 企画協力 - 角川書店
- プロダクション協力 - 映像京都、松竹京都映画
- プロデュース・美術監修 - 西岡善信
- プロデュース - 椿宜和、酒井実
- 製作 - テレビ東京、BSジャパン、トスカドメイン

原作との主な差異
- 金田一は釣鐘と同じ船で島に上陸し、ほぼ同時に戦死公報も到着していた。
- 島の寺は「千光寺」ではなく「仙光寺」である。屏風には俳画ではなく句のみの短冊が貼られていた。
- 「きちがい」関連が丸々削除され、与三松は単なる病弱なのに座敷牢に居て「早苗の言うことしか聞かない」ことになってしまっている。遠隔操作で煙草を出し入れする設定も維持されている。
- 月代、雪枝、花子は年子ではなく三つ子、鬼頭一（ひとし）は早苗の兄ではなく弟になっている。勝野と床屋清公は登場しない。
- 鵜飼と3姉妹との恋文交換には山中の「愛染かつら」ではなく「恋ヶ浜」の地蔵が利用されていた。
- 花子殺害時に、了然が寺への階段を登る提灯が見えるくだりは省略されている。
- 島に逃げ込んできたのは、東京から逃げてきて海賊に加わっていた殺人犯であり、それを追いかけてきた等々力警部が金田一を留置場から解放する。磯川警部は登場しない。
- 早苗が復員だよりを聞かなくなった設定、幸庵が骨折した設定、山狩りの際に早苗が与三松を解放する設定は無い。
- 真相解明を見越した了然から了沢への伝法は省略されている。金田一が寺に皆を集めて真相を説明した後、了然和尚はおとなしく逮捕された。それに先立って荒木村長は首吊り自殺、村瀬幸庵は島外へ逃げ出して泥酔して倒れていたのを発見された。
- 与三松と嘉右衛門はほぼ同時に病臥し与三松が先に死んだが、島民たちの本心を確認したいという嘉右衛門の意思で与三松の方が生きているように見せかけており、その事実を知っているのは実行犯3名と早苗だけだった。了然逮捕の後、元凶の嘉右衛門を殺害しようとした早苗を、それに気づいた金田一が制止するが、既に嘉右衛門は絶命していた。
- 復員詐欺の事実を知って弱気になった早苗は、一緒に島外へ出ようと（原作とは逆に）金田一を誘う言葉を口にするが、結局待ち合わせ場所に現れなかった。

### 2016年版
スーパープレミアム『獄門島』のタイトルで、2016年11月19日にNHK BSプレミアムで放送。主演は長谷川博己。
この作品では「きちがいじゃが仕方がない」は変更されずそのまま用いられた。
キャスト
- 金田一耕助 - 長谷川博己
- 了然 -  奥田瑛二
- 早苗 -  仲里依紗
- 磯川警部 -  小市慢太郎
- 荒木村長 - 菅原大吉
- 幸庵 - 綾田俊樹
- 清水巡査 - 山中崇
- 竹蔵 - 谷田歩
- 了沢 - 岡山天音
- 月代 - 堀田真由
- 雪枝 - 秋月成美
- 花子 - 吉田まどか
- 儀兵衛 - 古田新太
- お志保 - 山田真歩
- 鵜飼 - 栁俊太郎
- 嘉右衛門 - 瑳川哲朗
- 与三松 - 山崎銀之丞
- お小夜 - 中西美帆
- 千万太 - 石田法嗣
- 梅吉 - 八十田勇一
- 漁師A - 師岡広明
- 漁師B - 大津尋葵
- 海賊 - 吹上タツヒロ
- 船員 - 石井テルユキ
- 一 - 萩原宏樹

スタッフ
- プロデューサー - 大谷直哉、緒方慶子
- 脚本 - 喜安浩平
- 音楽 - 川崎真弘
- 撮影 - 板倉陽子
- 照明 - 緑川雅範
- 美術 - 池田正直
- 音声 - 岩間翼
- 編集 - 木村悦子
- 演出 - 吉田照幸
- ロケ協力 - フィルムコミッション佐渡、佐渡観光協会、柏崎市史跡・飯塚邸
- 制作統括 - 村松秀、西村崇
- 制作協力 - ザロック
- 制作 – NHKエンタープライズ

原作との主な差異
- 勝野と床屋清公は登場しない。金田一は与三松の存在に自力で感づき、煙草発見時に了然たちに確認する。
- 屏風には俳画ではなく句と嘉右衛門の署名のみの短冊が貼られていた。
- 金田一来島の翌々日（原作では10日あまり後）に釣鐘が戻ってきて戦死公報が到着し、事件が動き出す。
- 清水巡査は金田一が座敷牢前で了然や早苗と煙草の確認をしているところへ突然現れ、理由の説明も無くいきなり金田一を逮捕する。
- 清水巡査から「奇妙な人物」の情報を聞かされた磯川警部は、それが金田一だろうと思いながら雪枝殺害現場へ突然現れる。
- 山狩り中に早苗が不在になったことに了沢が気付き、酔いを醒ました幸庵と手分けして探したことで幸庵が単独行動になる。早苗がどうしても見つからず、了沢が月代にも聞きに行ったことで殺害が明らかになる。鈴を鳴らしていた猫が誰かの飼い猫かどうかは不明。
- 早苗は海賊が一でないことを確認すると現場から逃げ出すが、金田一は木の枝に引っかかった糸を証拠に早苗を追及する。
- 真相解明を見越した了然から了沢への伝法は省略されている。
- 金田一は挑発的な人物に設定されており、座敷牢前での煙草の確認時に与三松を暴れさせ、3姉妹を守る役割を果たせなかったことを指摘した了然に復員詐欺の事実を挑発的に突きつけて死に至らせた。
- 島から帰る船で等々力警部からの「悪魔が来りて笛を吹く、助け請う」との電報（島の郵便局が船長に託したもの）を受け取る。

## 舞台版
「劇団ヘロヘロQカムパニー」によって、2012年12月16日 - 22日に前進座劇場で上演された。
キャスト
- 金田一耕助 -  関智一
- 了然 -  楠見尚己
- 鬼頭早苗 -  杉崎聡美
- 磯川警部 - 辻親八
- 新居刑事- 大谷秀一郎
- 清水巡査 - 稲田徹
- 荒木真喜平 - 近藤浩徳
- 村瀬幸庵 - 中博史
- 竹蔵 - 上田伸哉
- 了沢 - 永松寛隆
- 鬼頭月代 - 沢城みゆき
- 鬼頭雪枝 - 釘宮理恵/久保梨瑛
- 鬼頭花子 - 進藤初香
- 鬼頭儀兵衛 - 穴吹一朗
- 鬼頭志保 - 長沢美樹
- 鵜飼章三 - 中村誠治郎
- 鬼頭嘉右衛門 - 柴田秀勝
- 与三松 - 藤田けん
- お小夜 - 那珂村タカコ
- 鬼頭千万太 - 置鮎龍太郎/岩崎諒太
- お勝 - 橋本亜紀
- お種・清水の妻 - 車谷絵里
- 清・床屋 - 松本和子
- 分鬼頭女中 - 矢倉名月
- 若者/兵士 - 影本将志
- 若者/兵士 - 正野大輔
- 山田 - 谷口悠
- 仙飯 - 田誠規
- 仙の妻 - 湯浅涼
- 村人 - 盛田瑞恵
- 村人 - 藤井京子
- 村人 - 加藤杏奈

スタッフ
- 脚本・演出 - 関智一
- 脚本協力 - 我孫子武丸/島田朋尚
- 演出協力 - 小野真一

## 漫画化
本作はささやななえ、いけうち誠一、JET、長尾文子により、4作品の漫画化が行われている。

## 関連イベント
- エキスポランド・人が演じる幽霊屋敷『獄門島』

## その他
- テレビ朝日「火曜ミステリー劇場」の『なんでも屋探偵帳 はりつけ島連続殺人』（1990年）は、有槻島・通称：“はりつけ島”なる島が舞台となっており、本作のパロディ的な作品となっている。
- 『金田一少年の事件簿』にて本作の事件は『金田一少年』の劇中世界において実際に起きた殺人事件であることが言及されている。